# Tapaita Lelenga
Tapaita Lelenga ist eine tongaische Fußballschiedsrichterin.
Seit 2015 steht sie auf der FIFA-Liste und leitet internationale Fußballpartien.
Bei der Ozeanienmeisterschaft 2018 in Neukaledonien leitete Lelenga zwei Partien, darunter das Finale zwischen Fidschi und Neuseeland (0:8) am 1. Dezember 2018.